# Рењана (Тренто)
Рењана је насеље у Италији у округу Тренто, региону Трентино-Јужни Тирол.
Према процени из 2011. у насељу је живело 79 становника. Насеље се налази на надморској висини од 1219 м.